# Cyperus wallichianus
Cyperus wallichianus là loài thực vật có hoa trong họ Cói. Loài này được Spreng. mô tả khoa học đầu tiên năm 1827.